# Quốc kỳ Bhutan
Quốc kỳ Bhutan (Dzongkha: ཧྥ་རན་ས་ཀྱི་དར་ཆ་; Wylie: hpha-ran-sa-kyi dar-cho) dựa trên truyền thống dòng Drukpa của Phật giáo Tây Tạng và thể hiện rồng sấm Druk trong thần thoại Bhutan. Thiết kế cơ bản của quốc kỳ là của Mayum Choying Wangmo Dorji và có niên đại từ 1947. Một phiên bản được trưng bày tại lễ ký Hiệp định Ấn Độ-Bhutan năm 1949. Một phiên bản thứ nhì bắt đầu vào năm 1956 trong chuyến đi của Quốc vương Jigme Dorji Wangchuk đến miền đông Bhutan; nó dựa trên hình ảnh từ thiết kế năm 1949 và thể hiện một Druk màu trắng trên nền lục.
Bhutan sau đó tái thiết kế quốc kỳ nhằm tương đồng về kích thước với quốc kỳ Ấn Độ do họ cho rằng quốc kỳ Ấn Độ vẫy tốt hơn. Những cải biến khác được tiến hành sau đó, và quốc kỳ hiện nay được sử dụng từ 1969. Quốc hội Bhutan lập một luật vào năm 1972 nhằm chính thức hóa thiết kế của quốc kỳ và thiết lập lễ nghi liên quan đến kích thước phù hợp và điều kiện treo quốc kỳ.

### Thiết kế

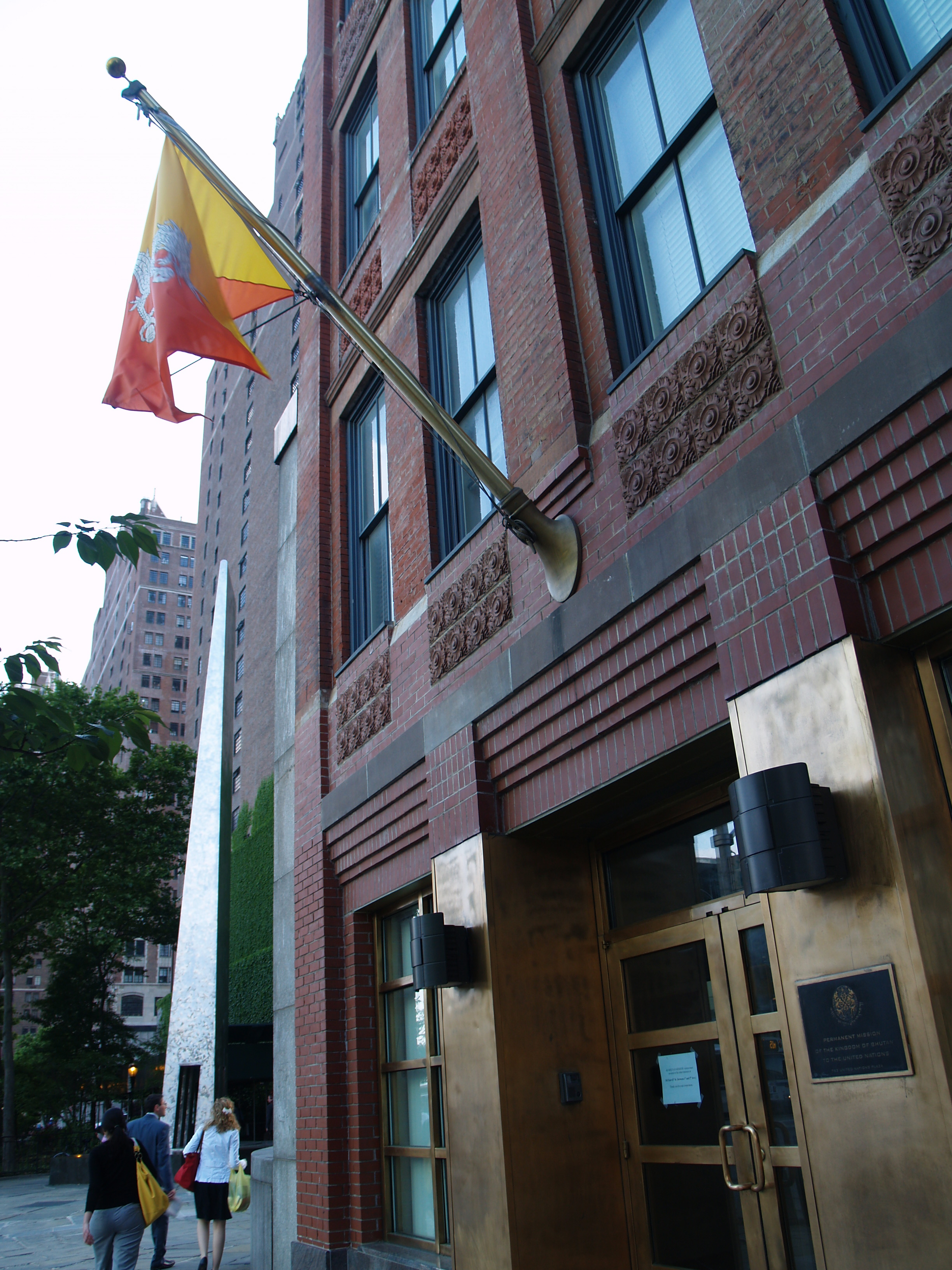
Quốc kỳ Bhutan treo bên ngoài phái đoàn thường trực Bhutan tại Liên Hợp Quốc tại thành phố New York.

### Quốc kỳ đầu tiên (1949)

Minh họa về quốc kỳ đầu tiên của Bhutan, sử dụng trong lễ ký Hiệp định Ấn Độ-Bhutan năm 1949, nó dựa trên ảnh trắng-đen về sự kiện, màu được lấy theo văn kiện sau này.

## Quy định

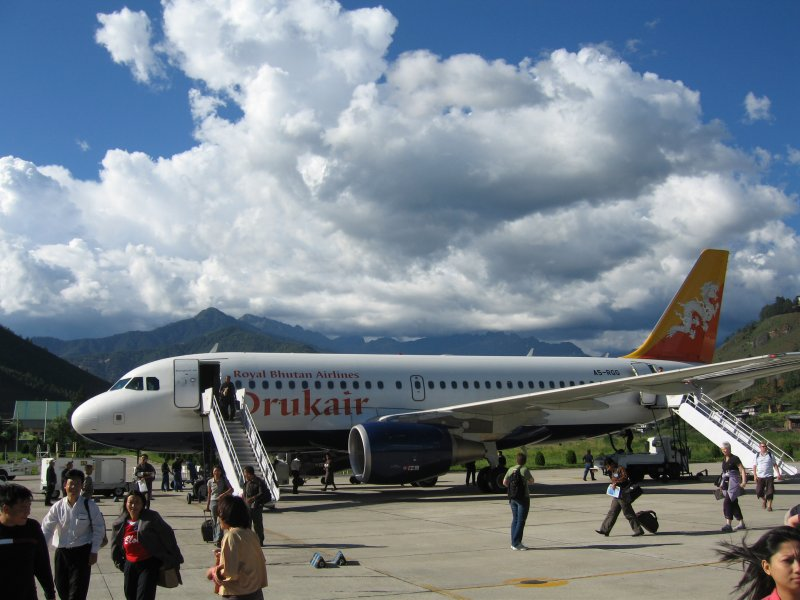
Minh họa Quốc kỳ Bhutan trên màu sơn của hãng hàng không quốc gia Druk Air.